# Inka Parei
Inka Parei (* 5. Februar 1967 in Frankfurt am Main) ist eine deutsche Schriftstellerin. Sie lebt in Berlin.

## Leben
Sie studierte Germanistik, Soziologie, Politikwissenschaft und Sinologie. Als Autorin gehört Inka Parei nicht zu den Vielschreibern, sondern folgt dem qualitativen Ethos Klasse statt Masse. Sie hat bislang drei Romane veröffentlicht. Die Schattenboxerin wurde in zahlreiche Sprachen übersetzt und weltweit beachtet und rezensiert. Nach ihrem Werk Was Dunkelheit war ist im August 2011 ihr jüngster Roman Die Kältezentrale erschienen. Der Titel bezieht sich vordergründig auf die Klimatechnikräume im Untergeschoss des Verlagsgebäudes der Zeitung Neues Deutschland als ein Ort der Handlung, steht aber als Metapher für das politische Klima im regierungsnahen Verlag und im Ostberlin der 1980er Jahre insgesamt.
Parei bekam 2012 ein zehnwöchiges Stipendium im Deutschen Haus der New York University. Sie ist Mitglied des Deutschen PEN-Zentrums und Mitgründerin des PEN Berlin.

## Themen und Stil
Die bevorzugte Autorenperspektive Pareis ist der Innere Monolog. Mit seiner Vieltönung und -schichtigkeit lotet sie die Innenwelt ihrer Protagonisten in allen Schattierungen der Selbst- und Fremdwahrnehmung aus. In dem 2005 erschienenen Roman Was Dunkelheit war versetzte sich die zum Zeitpunkt der Endfassung 38-Jährige in die Sinneswahrnehmungen und Gedankenströme eines alten Mannes. Im fremden Frankfurt, wo er von einem ehemaligen Kriegskameraden, an den er sich jedoch nicht erinnern kann, ein Mehrparteienhaus geerbt hatte und dort eingezogen war, mischen sich Wachtraum mit Außenweltgeräuschen ebenso wie den Echosplittern der jahrzehntelang zurückliegenden Kriegsteilnahme. Es entsteht so ein labyrinthisches Generationenporträt vor dem zeitgeschichtlichen Hintergrund des Deutschen Herbst des Jahres 1977. Dabei ist das erzählerische Motiv im Kern das gleiche wie in Ernest Hemingways Der alte Mann und das Meer, wenngleich es anspruchsvoll angelegt ist, sich wie hier in das andere Geschlecht hineinzuversetzen.
Die Sätze Pareis sind zierratfrei benennende, einfache Sätze von hoher Sachlichkeit. Ähnlich wie Herta Müller wählt sie ausgesprochen kurze, realistisch eintauchende Sätze. Erst in der Verschränkung der Schilderungen im Detail ergeben sie gelegentlich ein Geheimnis.

## Werke
- Die Schattenboxerin. Frankfurt/M. 1999; TB München 2006, ISBN 3-442-73504-1.
- Iris Radisch (Hrsg.): Die Besten 2003 : Klagenfurter Texte / die 27. Tage der Deutschsprachigen Literatur in Klagenfurt.
- Südlich von Ferch. In: Beste Deutsche Erzähler 2004. Deutsche Verlags-Anstalt, München, ISBN 3-421-05626-9.
- Was Dunkelheit war. Frankfurt/M. 2005; TB München 2007, ISBN 978-3-442-73261-6.
- Das Ding. In: Es schneit in meinem Kopf. Nagel&Kimche, Wien 2006, ISBN 3-312-00381-4.
- Die Kältezentrale. Schöffling, Frankfurt am Main 2011, ISBN 978-3-89561-107-0.
- Humboldthain. Schöffling, Frankfurt am Main 2024, ISBN 978-3-89561-108-7.

## Übersetzungen
- Chinesisch Da Taijiquan de Nühai (打太極拳的女孩), 2002
- Französisch La boxeuse d’ombres, 2001
- Italienisch La ragazza che fa a pugni con l’ombra, 2004
- Schwedisch Skuggboxerskan, 2001
- Kroatisch Krotiteljica sjenki, 2004
- Türkisch Gölge Boksörü, 2004
- Serbisch Krotiteljka senki, 2004
- Spanisch La luchadora de sombras, 2002
- Bulgarisch Улична боксьорка, 2007
- Polnisch Czym była ciemność, 2007
- Spanisch El principio de la oscuridad, 2007
- Türkisch Karanlikta, 2008

## Auszeichnungen
- 2012 – New-York-Stipendium des Deutschen Literaturfonds[5]
- 2012 – Stipendium Schloss Wiepersdorf[6]
- 2009 – Stipendium des Heinrich-Heine-Hauses der Stadt Lüneburg
- 2009 – Jahresstipendium des Deutschen Literaturfonds
- 2008 – Berliner Autorenstipendium
- 2007 – Aufenthaltsstipendium des Aargauer Literaturhauses
- 2003 – Ingeborg-Bachmann-Preis für die Lesung eines Auszugs aus Was Dunkelheit war
- 2003 – Kelag Preis
- 2000 – Hans-Erich-Nossack-Förderpreis Hans-Erich-Nossack-Förderpreis
- 2000/2001 – Stipendium des Senats von Berlin in Wiepersdorf
- 1997 – Stipendium des Literarischen Colloquiums Berlin